# Judy Parfitt
Judy Catherine Claire Parfitt, född 7 november 1935 i Sheffield, West Riding of Yorkshire, är en brittisk skådespelare.

## Filmografi i urval
- 1968 – The Avengers (TV-serie)
- 1972 – The Edwardians (TV-serie)
- 1980 – Stolthet och fördom (TV-serie)
- 1980 – A Tale of Two Cities (TV-serie)
- 1989 – Mord och inga visor (TV-serie)
- 1991 – Kung Ralph
- 1995 – Dolores Claiborne
- 1997 – Wilde
- 1998 – Berkeley Square (TV-serie)
- 1998 – För evigt
- 2003 – Flicka med pärlörhänge
- 2008 – Little Dorrit (TV-serie)
- 2011 – W.E.
- 2012 – Ett fall för Vera (TV-serie)
- 2012–2021 – Barnmorskan i East End (TV-serie)
- 2013 – Agatha Christie's Marple (TV-serie)